# Grand Prix L'Échappée
Le GP Excelsior (anciennement Prix des Vins Henri Valloton puis Grand-Prix L'Échappée) est une course cycliste suisse disputée au mois d'avril à Fully, dans le canton du Valais. Créée en 1967, il s'agit de la plus importante compétition organisée par le Vélo-Club Excelsior Martigny. Elle est actuellement inscrite au calendrier national helvétique. 

## Histoire
Créée en 1967 sous le nom Prix des Vins Henri Valloton, l'épreuve principale est tout d'abord réservée aux coureurs de catégorie junior (moins de 19 ans). Elle fusionne ensuite avec le Mémorial Jean Luisier, puis s'ouvre aux cadets, amateurs, masters et coureurs élites. 
En 2016, la course est commune aux championnats de Suisse sur route. En 2020, l'épreuve intègre l'UCI Europe Tour, mais cette édition est annulée à cause de l'épidémie de maladie à coronavirus.

## Palmarès

### Épreuve principale
| Année    | Vainqueur           | Deuxième              | Troisième           |
| Juniors  | Juniors             | Juniors               | Juniors             |
| -------- | ------------------- | --------------------- | ------------------- |
| 1967     | Jean-Claude Bruttin |                       |                     |
| 1968     | Bruno Hubschmid     |                       |                     |
| 1969     | Bernard Baertschi   |                       |                     |
| 1970     | Ernst Nyffeler      |                       |                     |
| 1971     | Marcel Badertscher  |                       |                     |
| 1972     | Gérald Oberson      |                       |                     |
| 1973     | Marcel Summermatter |                       |                     |
| 1974     | Roger Fraude        |                       |                     |
| 1975     | Gino Genin          |                       |                     |
| 1976     | Robert Dill-Bundi   |                       |                     |
| 1977     | Patrick Aubry       |                       |                     |
| 1978     | Hubert Seiz         |                       |                     |
| 1979     | Jean-Blaise Bovay   |                       |                     |
| 1980     | Yvan Favia          |                       |                     |
| 1981     | André Brülhart      |                       |                     |
| 1982     | Kurt Thomas         |                       |                     |
| 1983     | Kurt Thomas         |                       |                     |
| 1984     | Luigi Mancini       |                       |                     |
| 1985     | Rubén Contreras     |                       |                     |
| 1986     | Rolf Rutschmann     |                       |                     |
| 1987     | Stéphane Joliat     | Jacques Jolidon       | Bruno Boscardin     |
| 1988     | David Horak         | Christophe Genoud     | Patrick Von Moos    |
| Amateurs |                     |                       |                     |
| 1989     | Eric Doutrelepont   |                       |                     |
| 1990     | Oscar Camenzind     |                       |                     |
| 1991     | Andreas Hubmann     |                       |                     |
| 1992     | Marcel Staub        |                       |                     |
| 1993     | pas de course       | pas de course         | pas de course       |
| 1994     | Urs Huggel          |                       |                     |
| 1995     | Thierry Scheffel    |                       |                     |
| 1996     | Michel Klinger      |                       |                     |
| 1997     | Ueli Staub          |                       |                     |
| 1998     | Benoît Dubouloz     |                       |                     |
| 1999     | Jacques Chapatte    |                       |                     |
| 2000     | Fabian Cancellara   |                       |                     |
| 2001     | Pascal Jacquard     |                       |                     |
| 2002     | Tyson Apostol (en)  |                       |                     |
| 2003     | Christian Eminger   |                       |                     |
| 2004     | Michael Randin      |                       |                     |
| 2005     | Rafaâ Chtioui       | Simon Wyss            | Christian Puricelli |
| 2006     | Dalivier Ospina     | Youm Jung-hwan        | Nicolas Schnyder    |
| Élites   |                     |                       |                     |
| 2007     | Sven Schelling      | Matteo Montanari      | Danilo Wyss         |
| 2008     | Pirmin Lang         | Joël Frey             | Julien Taramarcaz   |
| 2009     | Simon Zahner        | Michael Bär           | Shane Archbold      |
| 2010     | Florian Salzinger   | Joël Frey             | Lukas Rohner        |
| 2011     | Yauheni Patenka     | Arvin Moazemi         | Roman Beney         |
| 2012     | Youcef Reguigui     | Natnael Berhane       | Felix Baur          |
| 2013     | Alexandre Mercier   | Sébastien Reichenbach | Laurent Beuret      |
| 2014     | Mirco Saggiorato    | Théry Schir           | Lukas Spengler      |
| 2015     | Alberto Cecchin     | Andrea Pasqualon      | Alexandre Mercier   |
| 2016     | Jonathan Fumeaux    | Pirmin Lang           | Steve Morabito      |
| 2017     | Alberto Marengo     | Martial Roman         | Simon Pellaud       |
| 2018     | Martin Schäppi      | Anthony Rappo         | Antoine Debons      |
| 2019     | Simon Pellaud       | Antoine Debons        | Vojtěch Sedlacek    |
| 2020     | annulé              | annulé                | annulé              |
| 2021     | Stuart Balfour      | Loris Trastour        | Paul Lapeira        |
| 2022     | Robin Froidevaux    | Antoine Debons        | Axel Chatelus       |
| 2023     | Antoine Aebi        | Clément Braz Afonso   | Marcel Wyss         |
| 2024     | Alexis Cohen        | Arnaud Tissières      | Marcel Wyss         |

### Amateurs/Masters
| Année | Vainqueur            | Deuxième             | Troisième           |
| ----- | -------------------- | -------------------- | ------------------- |
| 2007  | Bernard Stahl        |                      |                     |
| 2008  | Steven Baertsch      | Lucca Albasini       | Pascal Corti        |
| 2009  | Raphaël Addy         | Silvan Dillier       | Giovanni Pizzuto    |
| 2010  | Recep Ünalan         | Remo Schuler         | Grégory Hugentobler |
| 2011  | Steven Baertsch      | Maxime Ruphy         | Loïc Hugentobler    |
| 2012  | Christopher Duperrut | Lorenzo Monighetti   | Arend Keller        |
| 2013  | Frank Pasche         | Roberto Pasi-Puttini | Reto Stäuble        |
| 2014  | Paul Ménard          | Simon Brühlmann      | Friedrich Dähler    |
| 2015  | Patrick Müller       | Friedrich Dähler     | Martin Schäppi      |
| 2016  | pas d'épreuve        | pas d'épreuve        | pas d'épreuve       |
| 2017  | Robin Froidevaux     | Stefan Bissegger     | David Gysling       |
| 2018  | Joab Schneiter       | Laurent Beuret       | Yves Mercier        |
| 2019  | Ruben Eggenberg      | Raphaël Addy         | Roger Devittori     |
| 2020  | annulé               | annulé               | annulé              |
| 2021  | Dominik Bieler       | Jordan Labrosse      | Luca Jenni          |

### Juniors
| Année | Vainqueur             | Deuxième            | Troisième         |
| ----- | --------------------- | ------------------- | ----------------- |
| 1989  | Thomas Fleischer (de) |                     |                   |
| 1990  | Christian Magnani     |                     |                   |
| 1991  | Iwan Fankhauser       |                     |                   |
| 1992  | Markus Zberg          |                     |                   |
| 1993  | Pietro Zucconi (it)   |                     |                   |
| 1994  | Christian Sigg        |                     |                   |
| 1995  | Michel Klinger        |                     |                   |
| 1996  | Fiore Suter           |                     |                   |
| 1997  | Benoît Dubouloz       |                     |                   |
| 1998  | Paolo Longo Borghini  |                     |                   |
| 1999  | Marco Von Känel       |                     |                   |
| 2000  | Grégory Morand        |                     |                   |
| 2001  | Pirmin Lang           |                     |                   |
| 2002  | Nazzareno Rossi       |                     |                   |
| 2003  | Kyle Swain            |                     |                   |
| 2004  | Rafaâ Chtioui         |                     |                   |
| 2005  | Félix Hébert          |                     |                   |
| 2006  | Ramūnas Navardauskas  |                     |                   |
| 2007  | Vincent Übersax       | Jan-Martin Krol     | Enea Cambianica   |
| 2008  | Fabio Felline         | Sean Downey         | Claudio Imhof     |
| 2009  | Micha Eglin           | Grégory Hugentobler | Gabriel Chavanne  |
| 2010  | Ahmet Örken           | Simon Pellaud       | Alban Comparat    |
| 2011  | David Tschan          | Roland Thalmann     | Tom Bohli         |
| 2012  | Tom Bohli             | Sean Hambrook       | Hugo Hofstetter   |
| 2013  | Scott Ambrose         | Alexandre Ballet    | Paul Mesnier      |
| 2014  | Nico Selenati         | Patrick Müller      | Mario Spengler    |
| 2015  | Antonio Barać         | Dušan Rajović       | Leon Russenberger |
| 2016  | Marc Hirschi          | Stefan Bissegger    | Leon Russenberger |
| 2017  | Valère Thiébaud       | Mauro Genini        | Alexandre Balmer  |
| 2018  | Juan Tito Rendón      | Igor Humbert        | Alexis Maret      |
| 2020  | annulé                | annulé              | annulé            |
| 2021  | Jan Christen          | Robin Donzé         | Samuel Aimi       |
| 2022  | Victor Benereau       | Jonas Müller        | Joël Tinner       |
| 2022  | Filippo Walter        | Florian Hochuli     | Victor Benereau   |

### Débutants
| Année | Vainqueur           | Deuxième         | Troisième        |
| ----- | ------------------- | ---------------- | ---------------- |
| 1969  | Claude Genoz        |                  |                  |
| 1987  | Patrick Von Moos    |                  |                  |
| 1988  | David Balducci      |                  |                  |
| 1989  | Christophe Schiess  |                  |                  |
| 1990  | Markus Zberg        |                  |                  |
| 1991  | Urs Kappeler        |                  |                  |
| 1992  | Markus De Pretto    |                  |                  |
| 1993  | Steve Zampieri      |                  |                  |
| 1994  | Steve Greppin       |                  |                  |
| 1995  | Giampaolo Cheula    |                  |                  |
| 1996  | Xavier Pache        |                  |                  |
| 1997  | Kristian Stanic     |                  |                  |
| 1998  | Daniel Gysling      |                  |                  |
| 1999  | Samuel Carraux      |                  |                  |
| 2000  | Nazzareno Rossi     |                  |                  |
| 2001  | Peter Andres        |                  |                  |
| 2002  | Michael Schär       |                  |                  |
| 2003  | Raoul Crivelli      |                  |                  |
| 2004  | Fabio Anelli        |                  |                  |
| 2005  | Noé Gianetti        |                  |                  |
| 2006  | Gil Jacot-Descombes |                  |                  |
| 2007  | Grégory Hugentobler |                  |                  |
| 2008  | Gabriel Chavanne    | Joël Peter       | Loïc Hugentobler |
| 2009  | Stefan Küng         | Tom Bohli        | Samuele Cariboni |
| 2011  | Cyrille Kunz        |                  |                  |
| 2012  | Patrick Müller      | Cyrille Kunz     | Mario Spengler   |
| 2013  | Reto Müller         | Mario Spengler   | Gino Mäder       |
| 2014  | Reto Müller         | Stefan Bissegger | Marc Hirschi     |
| 2015  | Til Steiger         | Valère Thiébaud  | Jan Nadlinger    |
| 2016  | Alexandre Balmer    |                  |                  |
| 2017  | Dominik Bieler      | Dominik Weiss    | Fabio Christen   |

### Élites Femmes
| Année | Vainqueur         | Deuxième          | Troisième            |
| ----- | ----------------- | ----------------- | -------------------- |
| 2007  | Magali Mocquery   |                   |                      |
| 2008  | Patricia Schwager | Sarah Grab        | Andrea Thürig        |
| 2009  | Andrea Wolfer     | Patricia Schwager | Sereina Trachsel     |
| 2010  | Kataržina Sosna   | Chiara Capuzzo    | Valentina Scandolara |